# Weikersdorf am Steinfelde
Weikersdorf am Steinfelde är en ort och kommun  i Österrike. Den ligger i distriktet Wiener Neustadt-Land i förbundslandet Niederösterreich, 50 kilometer söder om huvudstaden Wien. 